# MG ES5
La MG ES5, chiamata anche MG S5, è un'autovettura elettrica prodotta dalla casa automobilistica cinese SAIC con il marchio inglese Morris Garages dal 2024.

## Profilo e contesto
La MG ES5 viene è stata presentata in Cina il 21 ottobre 2024.
La vettura è un SUV elettrico di segmento C, il modello è stato inizialmente registrato e brevettato presso l'autorità dei trasporti cinese come MG S5, ma successivamente è stato rinominato ES5. 
Sviluppata con il nome in codice ES34, l'auto è stata progettata sulla medesima piattaforma Modular Scalable Platform (MSP) della MG 4 come un modello da esportare a livello globale, con il mercato europeo fissato come principale target di vendita.
È alimentato da un motore da 125 kW (170 CV) e 250  Nm di coppia montato posteriormente in blocco con la sospensione posteriore indipendente a cinque bracci. A dare energia al motore c'è una batteria LFP prodotta da Contemporary Amperex Technology (CATL) con una capacità di 49,1 o 62,2 kW.